# UTC+04:00
UTC+4 est un fuseau horaire, en avance de 4 heures sur UTC.

## Zones concernées

### Toute l'année
UTC+4 est utilisé toute l'année dans les pays et territoires suivants :
- Arménie[1] ;
- Azerbaïdjan ;
- Émirats arabes unis.

- France :
  - Îles Crozet (inhabitées) ;
  - Îles Glorieuses (inhabitées) ;
  - Réunion ;
  - Île Tromelin (inhabitée).

- Géorgie[2] (sauf  Abkhazie et  Ossétie du Sud-Alanie) ;
- Maurice[3] ;
- Oman.

- Russie (zone 3)[4],[5],[6] :
  -  Oblast de Samara ;
  -  Oudmourtie ;
  -  Oblast d'Oulianovsk ;
  -  Oblast d'Astrakhan ;
  -  Oblast de Saratov.

- Seychelles.

### Heure d'hiver (hémisphère nord)
Aucune zone n'utilise UTC+4 pendant l'heure d'hiver (dans l'hémisphère nord) et UTC+5 à l'heure d'été.

### Heure d'hiver (hémisphère sud)
Aucune zone n'utilise UTC+4 pendant l'heure d'hiver (dans l'hémisphère sud) et UTC+5 à l'heure d'été.

### Heure d'été (hémisphère nord)
Aucune zone n'utilise UTC+4 pendant l'heure d'été (dans l'hémisphère nord) et UTC+3 à l'heure d'hiver.

### Heure d'été (hémisphère sud)
Aucune zone n'utilise UTC+4 pendant l'heure d'été (dans l'hémisphère sud) et UTC+3 à l'heure d'hiver.

## Géographie
À l'origine, UTC+4 concerne une zone du globe comprise entre 52,5° E et 67,5° E et l'heure initialement utilisée correspondait à l'heure solaire moyenne du 60e méridien est (référence supplantée par UTC en 1972). Pour des raisons pratiques, les pays utilisant ce fuseau horaire couvrent une zone plus étendue.

## Histoire
La Géorgie passe d'UTC+4 à UTC+3 le 27 juin 2004 et est revenu à UTC+4 le 27 mars 2005.